# Čilenska vojna mornarica
Čilenska vojna mornarica (špansko Armada de Chile; kratica AdCh) je veja čilenskih oboroženih sil, ki skrbi za varovanje Čilenskega teritorialnega morja in obale. Trenutno ima okoli 25.000 pripadnikov.

## Organizacija
- organizacija čilenske vojne mornarice

## Galerija
- Zastava Čila
- Naval Jack
- Simboli
- Grb Čilenska vojna mornarica

## Oprema in oborožitev
- seznam vojaških plovil čilenske vojne mornarice